# 창녕 인양사 조성비
창녕 인양사 조성비(昌寧 仁陽寺 造成碑)는 대한민국 경상남도 창녕군에 있는 남북국 시대 신라의 비석이다. 1963년 1월 21일 대한민국의 보물 제227호로 지정되었다.

## 개요
인양사를 비롯하여 이와 관련이 있는 여러 절의 범종, 탑, 금당 등의 조성연대와 쓰인 식량 등을 낱낱이 기록하고 있는 비로, 통일신라 혜공왕 7년(771) 인양사 종을 만든 일로부터 이 비석을 세운 신라 헌덕왕 2년(810)까지 40년간 이루어진 일의 내용이 담겨 있다.
비는 직사각형의 바닥돌 위에 비몸을 세우고 커다란 지붕돌을 올린 모습이다. 비 뒷면에는 스님의 모습이 새겨져 있는데 이는 사찰 조성에 관련된 당시의 승려를 기리기 위해 새겨놓은 것으로 추정되고 있다. 스님은 애띤 얼굴에 자비로운 모습이며, 사람의 몸을 모방한 부드러운 선이 8∼9세기 조각수법의 특징을 잘 보여주고 있다.
비문에 새겨진 글씨의 형태는 당시에 유행했던 해서체의 범주를 벗어나 여러 가지 형태를 보여주고 있어 새로운 서체의 전개를 살필 수 있다.
당시 일반적인 비의 형태를 벗어나고, 지나치게 큰 지붕돌이 원래의 것인지는 의심스럽지만 통일신라 전성기의 불찰조성을 기록한 비석으로서 특수한 의의를 지니고 있다.

## 사진

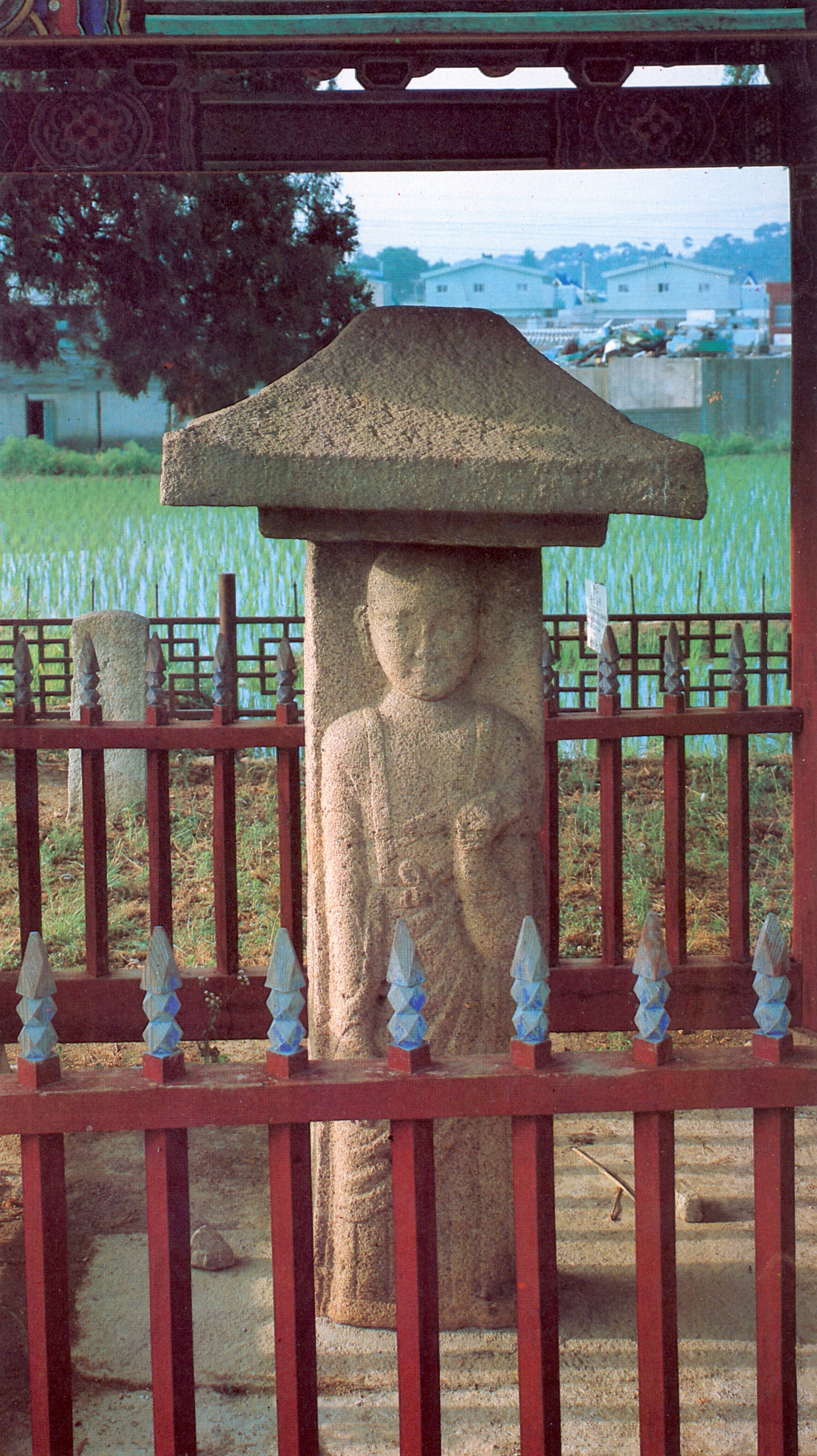
뒷면 스님 부조

## 같이 보기
- 인양사

## 참고 자료
- 창녕 인양사 조성비 - 국가유산청 국가유산포털